# الیکس گارسیا
الیکس گارسیا سرانو (اسپانیایی: Aleix García Serrano‎؛ زادهٔ ۲۸ ژوئن ۱۹۹۷) یک بازیکن فوتبال اهل اسپانیا است.
از باشگاه‌هایی که در آن بازی کرده است می‌توان به ویارئال، منچستر سیتی و ژیرونا اشاره کرد.